# شاهزاده تاکاناگا
شاهزاده تاکاناگا (به ژاپنی: 尊良親王, Takanaga shinnō); ۱ ژانویهٔ ۱۳۰۶ – ۱ ژانویهٔ ۱۳۳۷) دومین پسر امپراتور گودای‌گو در دوره نانبوکوچو اهل ژاپن بود.